# Pelidnota durantonorum
Pelidnota durantonorum är en skalbaggsart som beskrevs av Soula 2009. Pelidnota durantonorum ingår i släktet Pelidnota och familjen Rutelidae. Inga underarter finns listade i Catalogue of Life.